# Bois de Serqueux
Bois de Serqueux este o arie protejată (sit de importanță comunitară — SCI) din Franța întinsă pe o suprafață de 962 ha, integral pe uscat.

## Localizare
Centrul sitului Bois de Serqueux este situat la coordonatele 48°00′53″N 5°45′30″E / 48.01472°N 5.75833°E.

## Înființare
Situl Bois de Serqueux a fost declarat arie specială de conservare în baza directivei 92/43 din 1992 referitoare la conservarea habitatelor naturale și a faunei și florei sălbatice pentru a proteja 1 specie de animale.

## Biodiversitate
Situată în ecoregiunea continentală, aria protejată conține 7 habitate naturale: Liziere de ierburi înalte hidrofile de câmpie și de nivel montan până la alpin, Fânețe de joasă altitudine (Alopecurus pratensis, Sanguisorba officinalis), Păduri aluvionare cu Alnus glutinosa și Fraxinus excelsior (Alno-Padion, Alnion incanae, Salicion albae), Păduri de fag Luzulo-Fagetum, Păduri de fag Asperulo-Fagetum, Păduri pe pante, grohotișuri și ravene de Tilio-Acerion, Păduri de stejar sau de stejar și carpen sub-atlantice și medio-europene de Carpinion betuli.
La baza desemnării sitului se află o specie protejată de  amfibieni: izvoraș-cu-burta-galbenă (Bombina variegata).
Pe lângă speciile protejate, pe teritoriul sitului au mai fost identificate 4 specii de plante, 1 specie de mamifere.